# Samson Tchanba
Samson Tchanba (en abkhaze : Самсон Кәагә-иԥа Ҷанба, en russe : Самсон Яковлевич Чанба, Samson Iakovlevitch Tchanba), était un écrivain et homme d'état soviétique d'origine abkhaze victime des purges staliniennes.

## Biographie

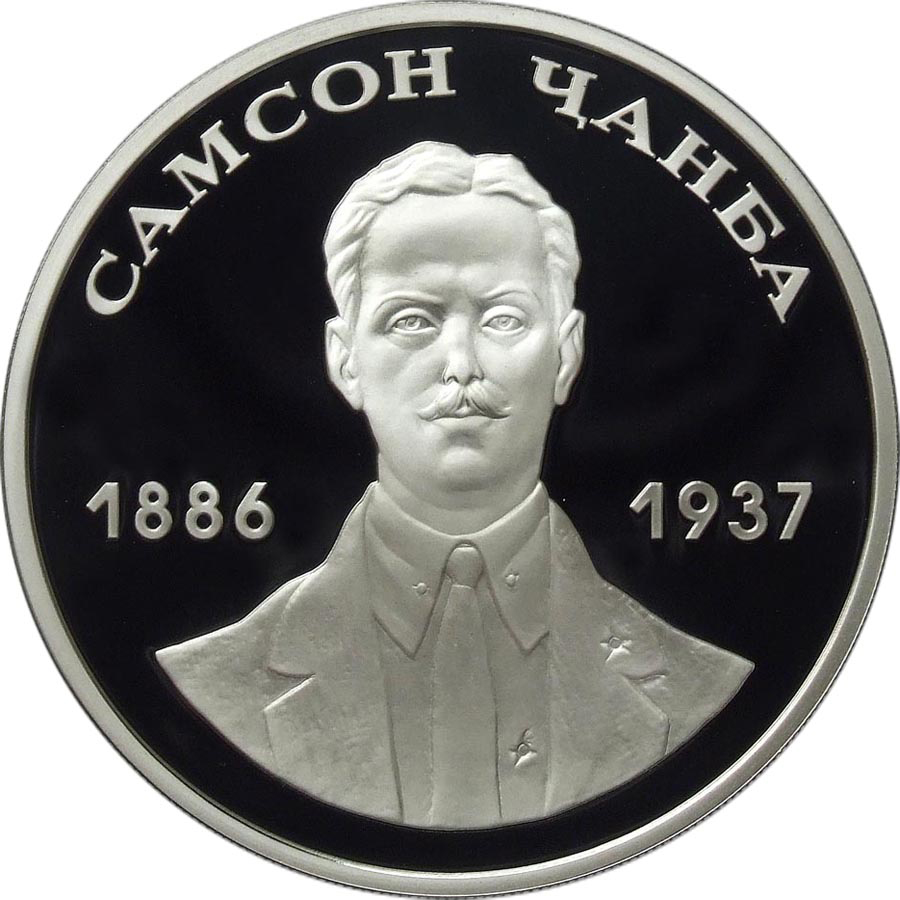
Pièce abkhaze à l'effigie de Samson Tchanba.

Né à Atara (cs), il devint enseignant et publia en 1919 La Fille des montagnes avant, l'année suivante de publier Amkhadzyr, la première pièce en abkhaze.
Après la révolution d’Octobre, il se consacra à la politique et prit sa carte du parti communiste. Il s'occupa du journal Abkhazie rouge et devint commissaire pour l'éducation de la République socialiste soviétique abkhaze. De 1925 à 1930, il présida le comité central de la RSS d'Abkhazie, avant d'en redevenir le commissaire pour l'éducation entre 1930 et 1932, date à laquelle il rejoignit l'Institut abkhaze pour le langage, la littérature et l'histoire. Et de 1933 à 1937, il fut le président de l'Union abkhaze des écrivains.